# Millers dokument
Millers dokument är en svensk dramafilm från 1916 i regi av Konrad Tallroth. 

## Om filmen
Filmen premiärvisades 4 augusti 1916 på biograf Regina i Stockholm. Filmen spelades in vid Svenska Biografteaterns ateljé på Lidingö med exteriörer från Fjällgatan med flera platser i Stockholm av Hugo Edlund. 

## Rollista (i urval)
- Alfred Lundberg – Friedman, godsägare
- Greta Almroth – Agnes, hans dotter
- Nicolay Johannsen – Allan, student, hans fosterson
- Konrad Tallroth – Steiner, godsägare
- William Larsson – J Miller